# Josep Ferrer i Sala
Josep Ferrer i Sala   (Sant Sadurní d'Anoia, 19 d'octubre de 1925 - 6 de novembre de 2024) va ser un empresari del sector del vi i  i principal artífex de l'expansió internacional de Freixenet.

## Biografia
Es diplomà en economia, enologia i viticultura per la Universitat de Barcelona. El 1947 s'encarregà de l'empresa familiar, Freixenet S.A. El 1941 va crear la marca Carta Nevada, i sota la seva direcció, el grup ha esdevingut pioner en l'exportació de vins escumosos, consolidada el 1974 amb la creació del cava Cordón Negro, de manera que actualment és una de les primeres empreses internacionals en el sector vitícola.
Entre altres càrrecs, fou membre del Consell Consultiu del Foment del Treball Nacional, del consell assessor de la Cambra Oficial de Comerç, Indústria i Navegació de Barcelona i de la Fundació Bosch i Gimpera – Universitat de Barcelona (UB), del Consell Assessor Universitari de la Universitat Internacional de Catalunya i membre dels Patronats del Museu Nacional d'Art de Catalunya – MNAC, de la Fundació Orfeó Català - Palau de la Música Catalana, de la Fundació Gran Teatre del Liceu i d'ESADE, i professor de l'IESE.
El 1987 va rebre la Creu de Sant Jordi i el juliol del 1998 el premi Juan Lladó al suport a la cultura. El 1999 deixà la presidència de Freixenet S.A al seu nebot Josep Lluís Bonet, i ell n'esdevingué president honorífic.